# 日本レスリング協会
公益財団法人日本レスリング協会（にほんレスリングきょうかい）は、日本におけるレスリングを統括し、代表する国内競技連盟である。略称JWF。世界レスリング連合に加盟している。旧所管は文部科学省。

## 沿革
- 1932年、大日本アマチュア・レスリング協会として設立[1][2]。
- 1935年、日本体育協会に加盟する[1]。
- 1936年、国際アマチュア･レスリング連盟に加盟する[1]。
- 1945年、日本アマチュアレスリング協会に改称する[3]。
- 1960年、雑誌『日本アマチュアレスリング = The wrestling』を刊行する（306号1990年3月まで）[4]。
- 1966年、(財)日本アマチュア・レスリング協会が設立[1]。
- 1982年、『日本アマチュアレスリング協会50年史』が編纂される[5]。
- 1990年、雑誌『月刊レスリング』を刊行する（307号1990年5月から383号1997年1月まで）[6]。
- 1995年、日本レスリング協会に改称する[3]。
- 1996年、財団法人日本レスリング協会が設立[1]。
- 2012年、『日本レスリング協会80年史 : 1932-2012』が編纂される。

なお、公式サイトでは1946年に「日本レスリング協会」に改称とある。

## 歴代会長
- 1934年3月～41年9月 今村次吉
- 1941年9月～42年4月 野口寛
- 1946年4月～83年4月 八田一朗
- 1983年4月～87年3月 林正平
- 1987年4月～89年3月 風間栄一
- 1989年4月～2003年3月 笹原正三
- 2003年4月～2021年10月福田富昭
- 2021年10月～ 富山英明

## 主な大会
- 全日本レスリング選手権大会
- 全日本選抜レスリング選手権大会
- 全日本ジュニアレスリング選手権大会

## 下部組織
- 日本社会人レスリング連盟
- 全日本マスターズ・レスリング連盟
- 全日本女子レスリング連盟
- 全日本学生レスリング連盟
- 全国高等学校体育連盟レスリング専門部
- 全国中学生レスリング連盟
- 全国少年少女レスリング連盟
- 日本格闘競技連盟

## 関連組織
- 世界レスリング連合
- 日本オリンピック委員会
- 日本スポーツ協会
- 日本総合格闘技協会
- 日本ボクシング連盟
- 全日本柔道連盟